# Fack ju Göhte
Fack ju Göhte (fejlagtig tysk stavning af Fuck you, Goethe) er en tysk komediefilm fra 2013. 5,6 mio. så filmen i de tyske biografer, hvilket gjorde den til den mest succesfulde biograffilm det år. 
I hovedrollen ses bankrøveren Zeki Müller (Elyas M’Barek), der ved en misforståelse bliver vikar på en skole og bl.a. møder kollegaen Lisi Schnabelstedt (Karoline Herfurth) samt eleverne Danger (Max von der Groeben) og Chantal (Jella Haase). 
Fortsættelsen Fack ju Göhte 2 udkom i 2015 og den sidste film, Fack ju Göhte 3, udkom i 2017.